# Umidade do solo

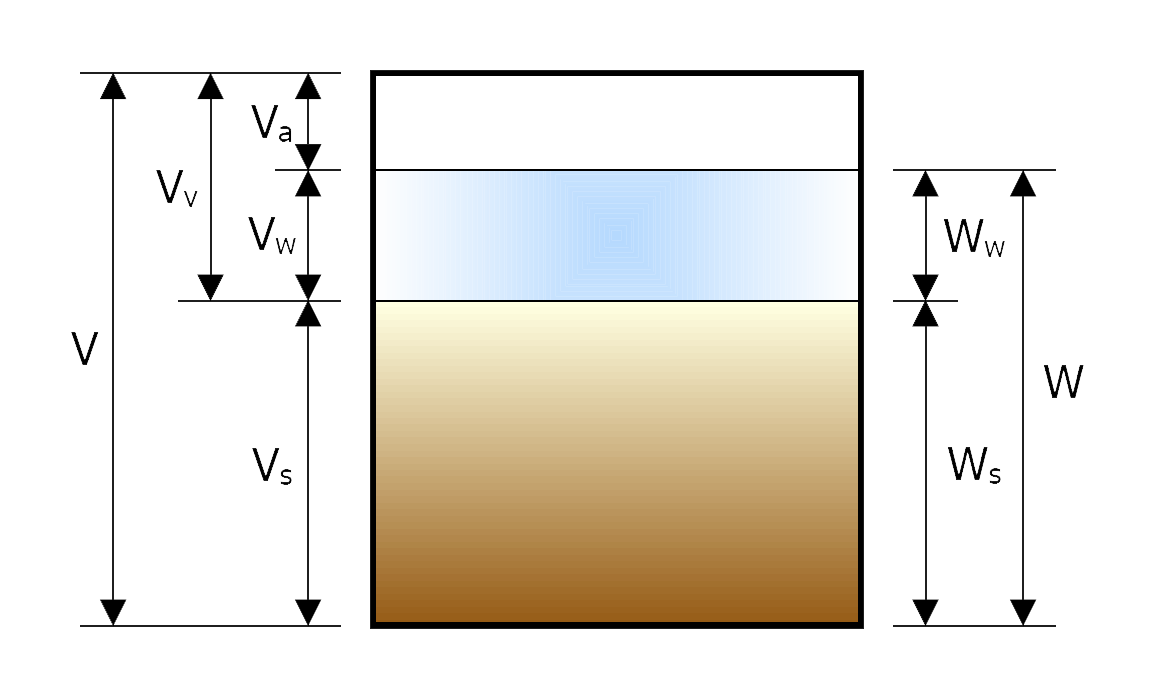
Representação esquemática das três fases constituintes de um solo: partículas sólidas, água e ar.
Notações: à esquerda, volumes (V) e, à direita, pesos (W) (weight em inglês).

A umidade do solo {\displaystyle (h)} (português brasileiro) ou teor em água {\displaystyle (w)} (português europeu) é definida como a massa da água {\displaystyle (P_{a})} contida em uma amostra de solo dividido pela massa de solo seco {\displaystyle (P_{s})}, sendo expressa em quilogramas de água por quilogramas de solo, ou, multiplicando-se por 100, tem-se em percentagem.
Para determinação do peso seco e da massa de água, o método tradicional é a secagem em estufa, na qual a amostra é mantida com temperatura entre 105 °C e 110 °C, até que apresente peso constante, o que significa que ela perdeu a sua água por evaporação.
O peso da água é determinado pela diferença entre o peso da amostra {\displaystyle (P)} e o peso seco {\displaystyle (P_{s})}.
Desta forma temos: {\displaystyle h={\frac {P-P_{s}}{P_{s}}}\cdot 100={\frac {P_{a}}{P_{s}}}\cdot 100}
No Brasil a determinação da umidade do solo é padronizada pela NBR 06457. Em Portugal segue-se a Norma Portuguesa NP 84:1965 (Ed. 1) – Solos. Determinação do teor em água.